# Hongqi HQ3
Hongqi HQ3 (он же Hongqi Shengshi) —  автомобиль представительского класса китайского бренда Hongqi концерна FAW. Являлся лицензионным клоном Toyota Crown Majesta.

## Описание
Третье поколение Toyota Crown Majesta, лицензировано собиралось как Hongqi HQ300 и HQ430, соответственно с двигателями 3,0-литра V6 и 4,3-литра V8.
Автомобиль предназначался только для государственных структур и компартии КНР подразделением и не был доступен для частных покупателей, при этом это бы один из самых дорогих автомобилей в Китае, стоимость базовой версии начиналась от 350 000 юаней (чуть менее 40 000 евро), а топовая версия с двигателем объемом 4,3 л стоила почти вдвое дороже.
В стандартную комплектацию входят шесть подушек безопасности, ксеноновые фары с датчиком яркости, навигационная система с DVD-плеером, отдельные кондиционеры для передних и задних сидений и холодильник. Кроме того, за дополнительную плату предоставляется прибор ночного видения.
В 2011 году на смену этой модели была выпущена модель Hongqi H7 (на базе Toyota Crown, S210, 14-е поколение).

## Технические характеристики
|                          | HQ300                    | HQ430                    |
| Годы производства        | 2006—2010                | 2006—2010                |
| Тип                      | Бензиновый (V6)          | Бензиновый (V8)          |
| Объём                    | 2995 см³                 | 4292 см³                 |
| Мощность при об/мин      | 170 кВт (231 л. с.)/6200 | 206 кВт (280 л. с.)/5600 |
| Крутящий момент          | 300 Н·м/4400             | 430 Н·м/3400             |
| Привод                   | Задний                   | Задний                   |
| Трансмиссия              | 6-скор. АКПП             | 6-скор. АКПП             |
| Максимальная скорость    | 235 км/ч                 | 250 км/ч                 |
| Разгон до 100 км/ч       | 8,7 сек.                 | 7,3 сек.                 |
| Расход топлива на 100 км | 10,1 л                   | 11,3 л                   |
| Масса                    | 1730 кг                  | 1775 кг                  |
| Объём бака               | 70 л                     | 70 л                     |

## Галерея

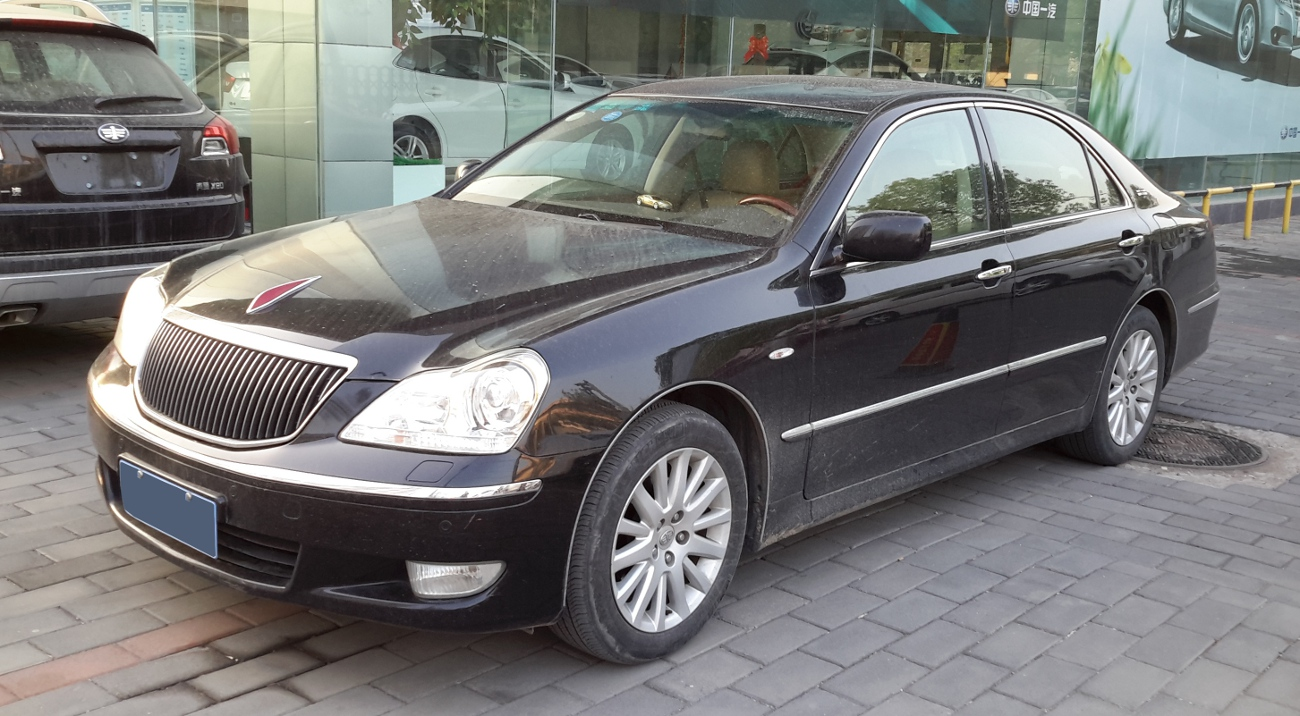
Вид спереди
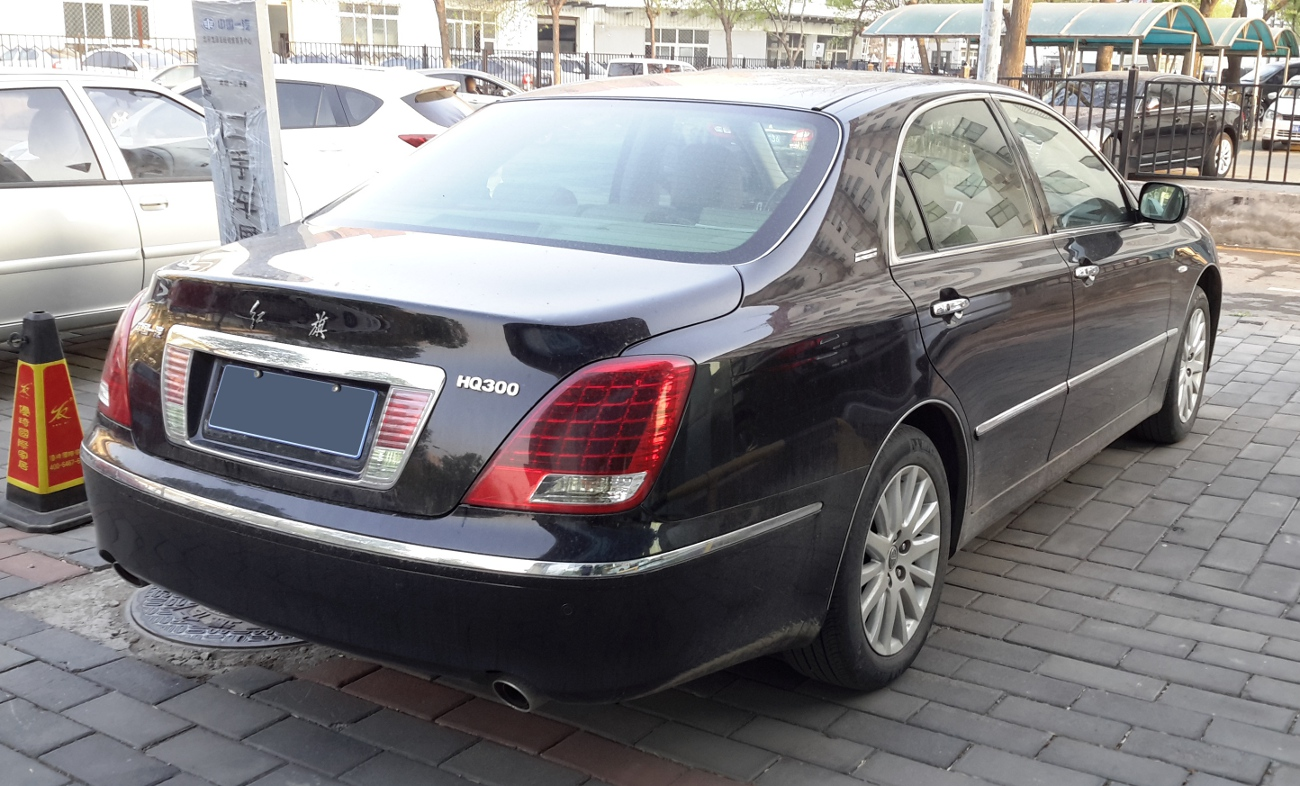
Вид сзади
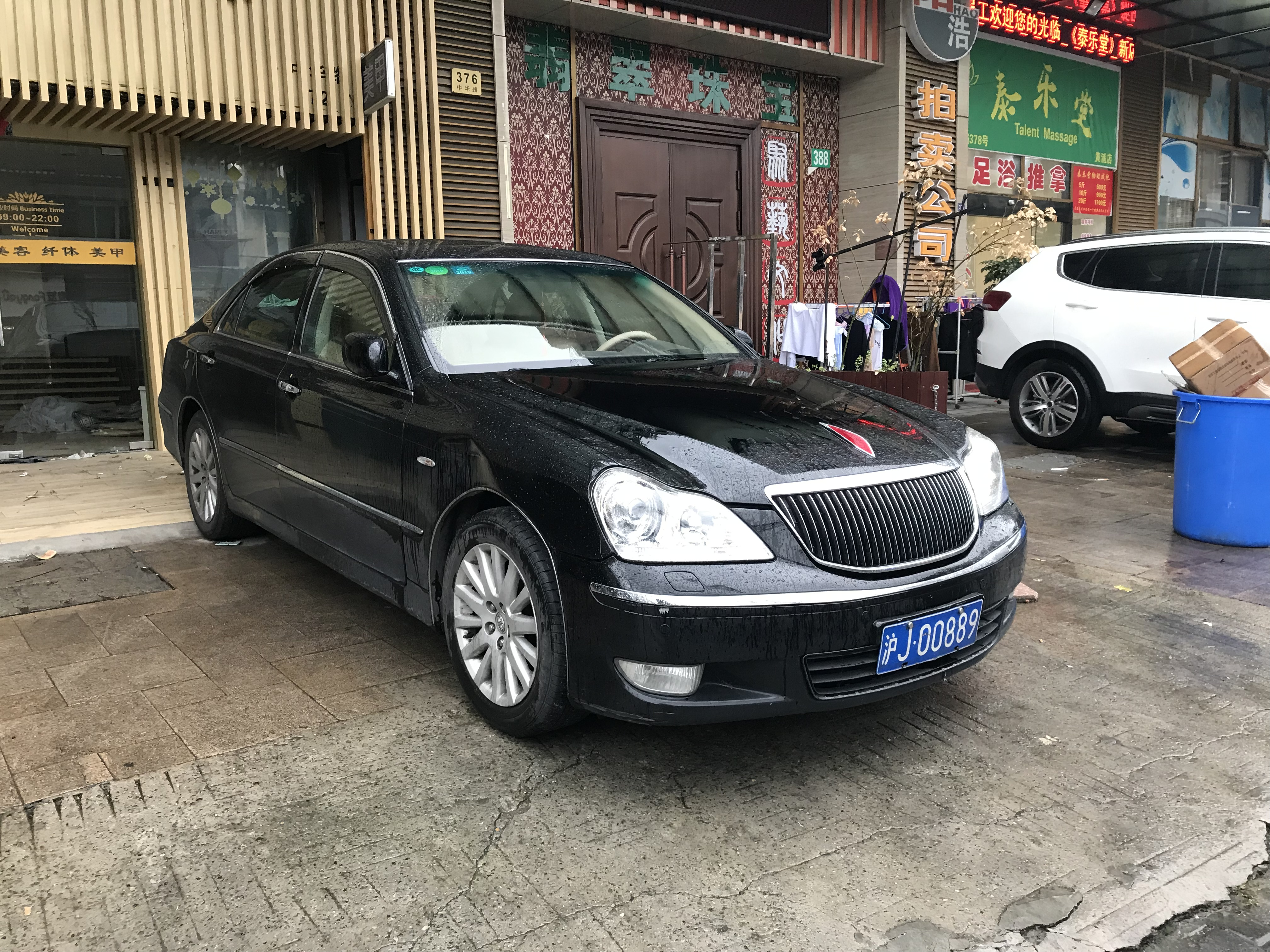
Hongqi HQ300
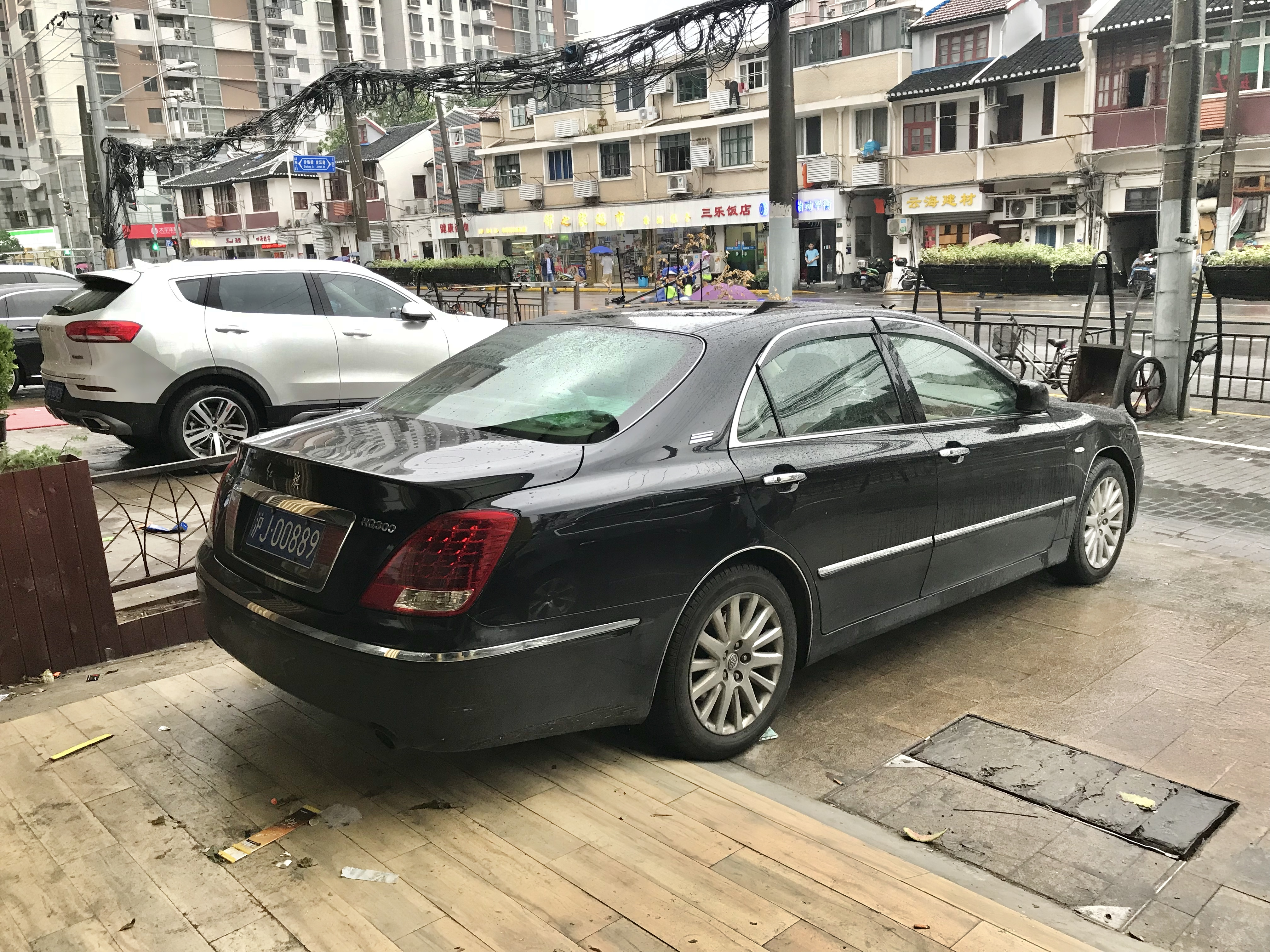
Hongqi HQ300